# Clypeorhagus
Clypeorhagus är ett släkte av skalbaggar som beskrevs av Olexa 1975. Clypeorhagus ingår i familjen halvknäppare.
Släktet innehåller bara arten Clypeorhagus clypeatus.